# Arquitectura de registro/memoria
En ingeniería informática, una arquitectura de registro-memoria es una arquitectura de conjunto de instrucciones que permite realizar operaciones en (o desde) la memoria, así como registros. Si la arquitectura permite que todos los operandos estén en la memoria o en registros, o en combinaciones, se denomina arquitectura de "registro más memoria".
En una aproximación registro-memoria, uno de los operandos para la operación ADD puede estar en la memoria, mientras que el otro está en un registro. Esto difiere de una arquitectura load-store (utilizada por los diseños RISC, como MIPS), en la que ambos operandos para una operación ADD deben estar en registros antes del ADD.
Ejemplos de arquitectura de registro-memoria son IBM System/360, sus sucesores e Intel x86. Ejemplos de arquitectura de registro y memoria son VAX y la familia Motorola 68000.